# Filles de Jésus (de Kermaria)
Ne doit pas être confondu avec Filles de Jésus (Salamanque) ou Filles de Jésus de Vérone.
Les Filles de Jésus de Kermaria forment une congrégation religieuse féminine enseignante et hospitalière de droit pontifical.

## Historique
Vers la fin du XVIIIe siècle, Pierre Nourry (1743-1804), prêtre breton de Bignan, pense à la fondation d'une congrégation de religieuses, mais le déclenchement de la Révolution française le force à abandonner son idée.
C'est son successeur, le père Yves-Marie Coëffic (1790-1857), qui propose à Perrine Samson (1790-1847), du Tiers-Ordre franciscain, de devenir membre de la future congrégation à fonder dans l’esprit de Pierre Nourry. Quatre jeunes filles se joignent à elle et commencent leur noviciat en 1831, elles prononcent leurs premiers vœux le 25 novembre 1834 des mains de Charles-Jean de La Motte de Broons de Vauvert, évêque de Vannes, où Perrine reçoit le nom de mère sainte Angèle. Dès ses débuts, la congrégation se voue à l'éducation des enfants, aux soins aux malades et assiste les mourants.
En 1846, Marie de Saint-Charles Périgault (1820-1884), seconde fondatrice de la congrégation, est élue supérieure générale des Filles de Jésus, sous son généralat, l'évêque de Vannes, La Motte de Broons de Vauvert, approuve leur constitutions religieuses d'inspiration ignatienne le 15 janvier 1850. En 1860, la congrégation quitte Bignan pour s'installer non loin de là dans les landes de Lan Vraz, sur le territoire de la commune de Plumelin (Morbihan) (le lieu étant rebaptisé Kermaria) où une chapelle dédiée à saint Joseph est édifiée. En 1884, date de la mort de sœur Marie de Saint-Charles, le nombre des sœurs est d'environ six cents.
Dans la seconde moitié du XIXe siècle, les Filles de Jésus dirigent de nombreuses écoles congréganistes en France. On l'apprend lors des décisions de leur fermeture prise par le gouvernement d'Émile Combes : c'est le cas par exemple pour les écoles congréganistes de Plumelin, Clohars-Fouesnant, Saint-Évarzec, Plonéour-Lanvern, Querrien, Mahalon.
Les Sœurs de la congrégation des Filles de Jésus, dont le rayonnement est limité en France par la loi sur les congrégations de 1880, sont contraintes à l'exil au début du XXe siècle en vertu de la loi de 1901. La congrégation comptait alors en France environ un millier de sœurs réparties en 80 communautés et 134 écoles. En 1903 par exemple, plus de 100 religieuses quittent la Bretagne pour le Canada, s'installant dans l'Alberta à Saint-Albert, Calgary, Edmonton ; dans le Nouveau-Brunswick à Chatam, Bathurst et Dalhousie ; en Nouvelle-Écosse à Arichat et Sidney ; dans l'Île-du-Prince-Édouard à Charlottetown, etc., mais principalement au Québec (une vingtaine de fondations, par exemple à Trois-Rivières, Cap-de-la-Madeleine, Batiscan, Saint-Prosper, Saint-Narcisse, Shawinigan, etc.). Les Filles de Jésus ouvrent aussi la même année un établissement aux États-Unis à Lewistown dans le Montana.
L'institut reçoit le décret de louange le 26 janvier 1954 et ses constitutions sont définitivement approuvées par le Saint-Siège le 22 juillet 1955.
À Plumelin, la congrégation possède toujours un complexe religieux, qui reste un lieu de pèlerinage, comprenant deux chapelles et des bâtiments conventuels, ainsi qu'un collège.

## Fusion
Trois instituts ont fusionné avec elles :
- 1970 : Les Sœurs de l'Action de Grâce de Mauron (Morbihan) fondées en 1884 par Virginie Danion (1819-1900), en religion Mère Marie du Saint Sacrement. Le but de cette communauté contemplative est de rendre grâce pour le don de l'eucharistie par l'adoration du saint Sacrement[10],[11],[12]. Il ne faut pas les confondre avec les Sœurs de l'Action de Grâce de Castelnaudary (Aude) fondée en 1876 par Irma Jamme en religion Mère Marie de saint François de Sales (1823-1903) qui ont fusionné en 1952 avec les Clarisses de l'Adoration Perpétuelle[13].
- 1990 : Les Auxiliatrices de l'Immaculée-Conception de Paris (Île-de-France) fondées en 1858 par l'abbé Jean-Baptiste Largentier (1807-1883) et Sophie Joffroy (1826-1874), en religion Mère Marie Saint Anaclet, pour le soin des malades et la prière pour les âmes du purgatoire[14].
- 2011 : Les Filles de Jésus de Vaylats (Lot) fondées en 1820 par l'abbé Jean Liausu (1785-1846) pour l'enseignement des jeunes filles et le soin des malades à domicile. C'est Jean-Jacques Bardou, évêque de Cahors, qui leur donne le nom de Filles de Jésus ainsi que la règle religieuse en 1850[15].
  - 1951 : Les Sœurs de la Miséricorde de Montcuq fondées le 9 août 1814 à Montcuq (Lot) par Mère Clotilde de Lavolvène (1780-1861) pour l'enseignement des enfants pauvres et le soin des malades à domicile et dans les hôpitaux. La congrégation est approuvée le 14 octobre suivant par Guillaume-Balthazar Cousin de Grainville, évêque de Cahors[16]. Elles fusionnent en 1951 avec les Filles de Jésus de Vaylats[17].

## Activités et diffusion
Les Filles de Jésus se consacrent à l'éducation des jeunes, à l'aide aux malades et aux mourants, à l'enseignement du catéchisme et de l'animation paroissiale et divers travaux de solidarité avec les marginaux et les nécessiteux.
Elles sont présentes en :
- Europe : Belgique, France, Irlande, Royaume-Uni ;
- Amérique : Canada, Chili, Colombie, Dominique, Haïti, Honduras ;
- Afrique : Cameroun, République démocratique du Congo, Tchad.

La maison généralice est à Paris et la maison mère est à Kermaria (56500 PLUMELIN).
En 2017, la congrégation compte 898 sœurs, réparties dans 118 maisons.